# Анічкін Леонід Анатолійович
Леоні́д Анато́лійович А́нічкін (5 червня 1937 — 7 грудня 2009) — радянський і український кінорежисер-документаліст. Заслужений діяч мистецтв України (2008).

## Біографія
Народився 5 червня 1937 року. Його дід, Михайло Георгійович Анічкін, був відомим архітектором у Києві, батько, Анатолій Моторний (псевдонім), був актором Київського обласного пересувного драматичного театру.
У 1958 році закінчив режисерське відділення Київського державного інституту театрального мистецтва імені І. Карпенка-Карого (майстерня М. Верхацького), у 1963 році — Вищі кінорежисерські курси в Москві. З 1974 року — на студії «Київнаукфільм».

Могила Леоніда Анічкіна

Помер на 73-му році життя 7 грудня 2009 року. Похований у Києві на Байковому кладовищі (ділянка № 11, 50°25′0.40″ пн. ш. 30°30′36.90″ сх. д. / 50.4167778° пн. ш. 30.5102500° сх. д.).

## Творчість
Поставив науково-популярні, історико-біографічні, публіцистичні фільми:
- 1974 — Ваш хід, ЕСМ
- 1975 — Вартові погоди, Селекція рослин; Погода та її прогнозування
- 1976 — Зварювання вибухом; Машинобудування України
- 1977 — Стрес — зло чи добро?
- 1978 — Географія України
- 1979 — Вароатоз бджіл
- 1980 — Індустріальна технологічя вирощування сої; Альтернатива колеса
- 1982 — Скільки коштує врожай?
- 1984 — Як козаки на весіллі гуляли (автор сценарію, анімація)
- 1985 — Будівництво мостів; Технологія створення бурових свердловин
- 1986 — Обличчя на полотні
- 1987 — Промислові дослідження; Місто майстрів; На березі понта Евксінського
- 1988 — Енергетика, електроніка, кібернетика
- 1988 — Зачароване колесо життя (художник-аматор Семерня Олесь)
- 1988 — Прекрасне — явись! (Павло Тичина)
- 1989 — Жива легенда століть (острів Хортиця)
- 1990 — Шляхами Захара Беркута (Іван Франко)
- 1990 — Драй-Хмара. Останні сторінки
- 1991—1992, Серія «Моя адреса — Соловки» (за сценарієм Н. Кузякіної): «Пастка» (Лесь Курбас), «Тягар мовчання» (Микола Куліш), «Не вдарте жінку навіть квіткою» (жінки — жертви репресій), «Навіщо перекладати Вергілія?» (Микола Зеров)
- 1992 — Перехрестя одного роду (рід гетьмана Розумовського)
- 1993 — стрічки в документальному циклі «Невідома Україна. Нариси нашої історії»: «Останній злет. Фільм 49» (Б. Хмельницький) (співавтор сценарію), «Анатема. Фільм 52» (гетьман Іван Мазепа, життя і смерть) (співавтор сценарію), «Пилип Орлик. Пакти конституції. Фільм 58» (автор сценарію)
- 1994 — Тарас Шевченко. Спадщина
- 1995 — Тарас Шевченко. Надії
- 1995 — Легенди Дніпрових круч. Пам'ять серця
- На телеканалі КГТРК — Академік Богомолець
- На телеканалі ICTV — телесеріал «Духовні скарби України»
- 1995 — Шлях до «Заповіту»
- 1996 — Духовні співи Павла Тичини
- 1996 — Гіркі усмішки Остапа Вишні (табірна доля письменника)
- 1996 — Володимир Сосюра. Любіть Україну
- Цикл мініатюр «Духовна спадщина» (духовна церковна поезія):
- 1996 — Різдвяна поезія, Різдвяне благовістя, 1997 — Великодня поезія, Марійська поезія
- На І Національному телеканалі створив культурно-історичну програму «Остання адреса» (автор Юрій Шаповал):
- 1999 — Перерване мовчання. Слідами Катинського злочину (Україна — Польща)
- 1999 — Невідомий Грушевський. Повернення. Протистояння. Розправа
- 1999 — Партійний націоналіст. Склад злочину. Підвищення у небутті
- 1999 — Сім пострілів в Україну (Симон Петлюра)
- 2000 — Тетяна Олексенко. Перші кроки (актриса і театр)